# Террористические акты в Волгограде (декабрь 2013)
Террористические акты в Волгограде — террористические акты, совершённые 29 декабря 2013 года в здании железнодорожного вокзала станции Волгоград I (в результате теракта погибло 18 человек, 45 ранено) и 30 декабря 2013 года в троллейбусе маршрута № 15А в Дзержинском районе Волгограда (погибли 16 человек, пострадали 25).

## Взрыв на железнодорожном вокзале

### Ход событий
29 декабря 2013 года в 12 часов 45 минут (MSK) в здании железнодорожного вокзала Волгоград I на входе у досмотровой зоны произошёл взрыв. Его мощность, по предварительным оценкам, составила не менее 10 кг в тротиловом эквиваленте. Этот взрыв был вторым из трёх терактов, произошедших в Волгограде в 2013 году.

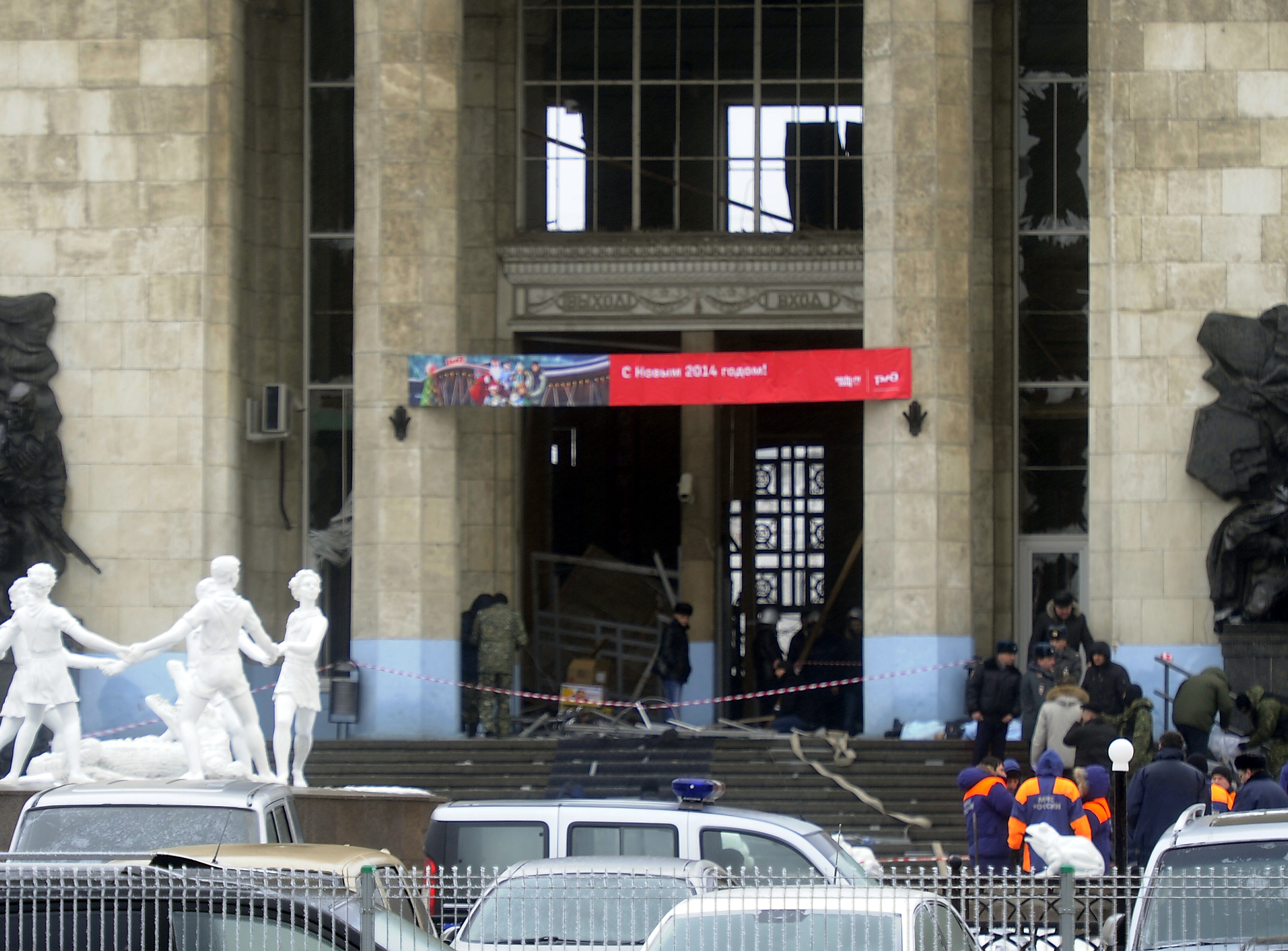
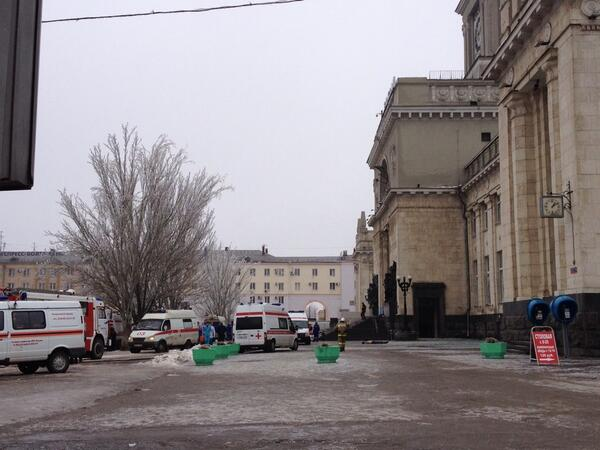
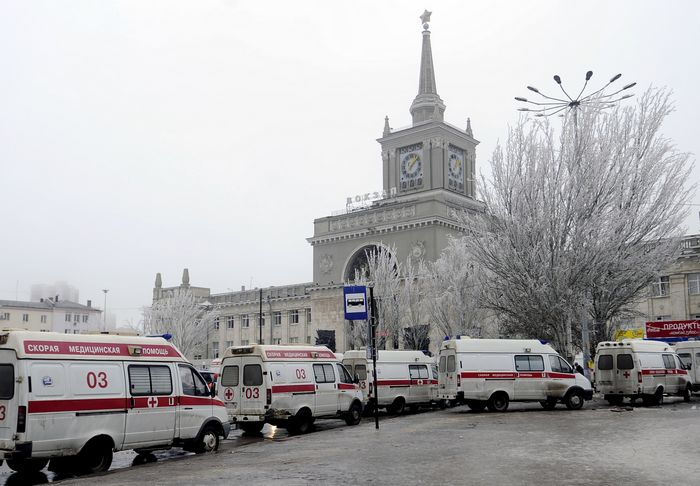

### Погибшие и пострадавшие
На месте происшествия погибло 14 человек. В их числе двое подростков, сотрудник полиции и двое сотрудников ОАО «РЖД», работавших на досмотровом оборудовании.
Медицинская помощь потребовалась 49 пострадавшим. Двое из них от госпитализации отказались, пятеро получили лечение амбулаторно, 34 человека были госпитализированы.
В последующие дни в больницах скончалось четверо пациентов; 9 человек были эвакуированы в Москву.
Среди пострадавших — шестеро полицейских, нёсших службу на вокзале, двое детей, жители Волгоградской, Московской, Ивановской областей, республики Удмуртия, гражданка Армении. Также во время теракта погиб один гражданин Таджикистана, а другой скончался в больнице от тяжёлых ранений.
27 января 2014 года, указом Президента России, за мужество, отвагу и самоотверженность, проявленные при исполнении служебного долга, отличившиеся сотрудники МВД и РЖД были награждены государственными наградами. Старший сержант полиции, Дмитрий Маковкин, предотвративший проход террориста вглубь зала ожидания, был посмертно награждён орденом Мужества. Также орденом Мужества награждены: старшина полиции Сергей Животов, инспектор по досмотру пассажиров Сергей Наливайко (посмертно), старший сержант полиции Дмитрий Усков, старшина полиции Денис Шантырь. Медалью «За отвагу» награждены: инспекторы по досмотру Денис Андреев (посмертно), Наталья Дудина и Светлана Чебану и сотрудники полиции Александр Киселёв, Евгений Петелин и Виталий Цыганов.

## Взрыв троллейбуса

### Ход событий

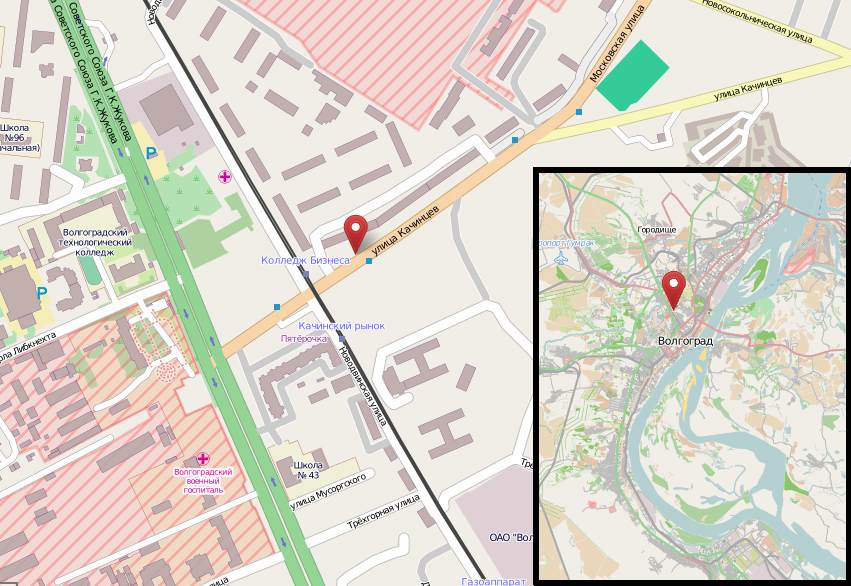
Место теракта

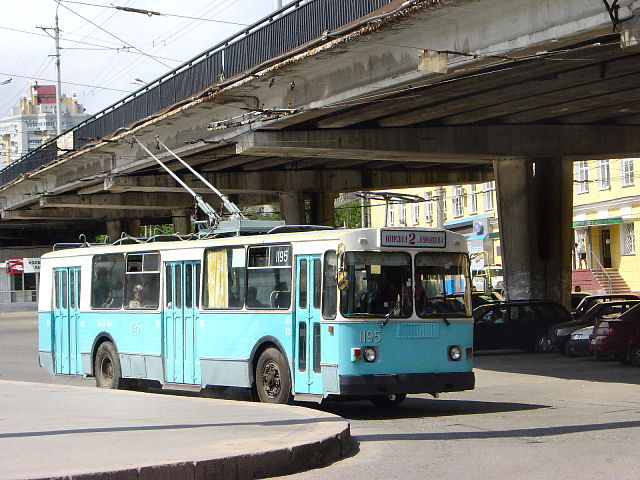
ЗиУ-682Г(Г00), аналогичный взорванному

Утром 30 декабря 2013 года троллейбус (бортовой номер № 1233) двигался по маршруту № 15A от остановки «Больничный комплекс» из спального района «Семь ветров» в центр города и далее до остановки «Пл. им. Куйбышева». В 08:25 (MSK) (по другим данным — около 8:10, в 8:10, в 8:23) он проезжал мимо домов № 122, 124 по ул. Качинцев, недалеко от остановки «Колледж бизнеса» по встречному направлению и Качинского рынка. В этот момент в салоне произошёл взрыв мощностью около 4 кг в тротиловом эквиваленте.
По предварительным данным, бомбу привёл в действие террорист-смертник. Также рассматривается версия о подрыве взрывного устройства, заложенного в салоне троллейбуса.
Троллейбус полностью разрушен.

### Погибшие и пострадавшие
На месте происшествия погибли 11 человек, при транспортировке в больницы умерли ещё 3 человека.
Госпитализировано 27 пострадавших, в том числе грудной ребёнок. В последующие дни в больнице скончались два человека, 6 пациентов были эвакуированы в Москву.

## Расследование
По горячим следам было возбуждено уголовное дело по статьям 105 А, Е, Ж, Л («Убийство двух и более лиц; общеопасным способом; совершённое группой лиц по предварительному сговору или организованной группой; по мотивам политической, идеологической, расовой, национальной или религиозной ненависти или вражды либо по мотивам ненависти или вражды в отношении какой-либо социальной группы»); 111 («Умышленное причинение тяжкого вреда здоровью»); 167 («Умышленное уничтожение или повреждение имущества»); 205 («Террористический акт») и 222 («Незаконные приобретение, передача, сбыт, хранение, перевозка или ношение оружия, его основных частей, боеприпасов, взрывчатых веществ и взрывных устройств») УК РФ.
В январе 2014 года источники в спецслужбах сообщили, что террорист, взорвавший троллейбус, прибыл в Волгоград 29 декабря вместе с Аскером Самедовым, совершившим взрыв на железнодорожном вокзале в тот же день. Второй же террорист снял одноместный номер в студенческой гостинице «Академическая» при Волгоградском колледже бизнеса. На следующий день утром террорист покинул гостиницу, обошёл Качинский рынок, сел в троллейбус № 15А на остановке Качинское высшее военное авиационное училище лётчиков и, проехав несколько метров, привёл в действие взрывное устройство. В номере гостиницы были обнаружены следы взрывчатых веществ.
30 января 2014 года НАК РФ сообщил, что установлены личности смертников, устроивших взрывы в Волгограде. Это члены буйнакской террористической группировки Аскер Самедов и Сулейман Магомедов. Они также совершили взрыв на железнодорожном вокзале 29 декабря 2013 года.
Первый террорист — Аскер Самедов — подорвал себя в здании железнодорожного вокзала. Второй террорист — Сулейман Магомедов (01.06.1989 г. р.) — стоял и наблюдал за происходящим на площади, а на следующий день подорвал себя в троллейбусе.
Одновременно сообщается, что 29 января на территории Дагестана задержаны братья Магомеднаби и Тагир Батировы, причастные к переправке террористов-смертников в Волгоград. Установлено, что они провезли террористов-смертников из Дагестана в Волгоград в грузовом отсеке автомобиля «Камаз», замаскировав их тюками с сеном.
5 февраля 2014 года в ходе спецоперации в Избербаше Республики Дагестан были ликвидированы 4 боевика, причастных к теракту, в том числе главарь бандгруппы Джамалтин Мирзаев. Хозяин дома Ибрагим Магомедов был задержан. 20 февраля был задержан ещё один пособник террористов Алаутдин Дадаев.
5 декабря 2014 года Дзержинский районный суд Волгограда вынес приговор террористам. Дадаеву и Магомедову назначено наказание в виде 19 лет лишения свободы каждому с отбыванием в колонии строгого режима, братьям Батировым — 3 года 10 месяцев с отбыванием в колонии общего режима и всем с последующим ограничением свободы сроком на 2 года. Кроме того, удовлетворены иски потерпевших.
3 декабря 2016 года в пригороде Махачкалы был уничтожен организатор терактов — Рустам Асельдеров.

## Реакция властей

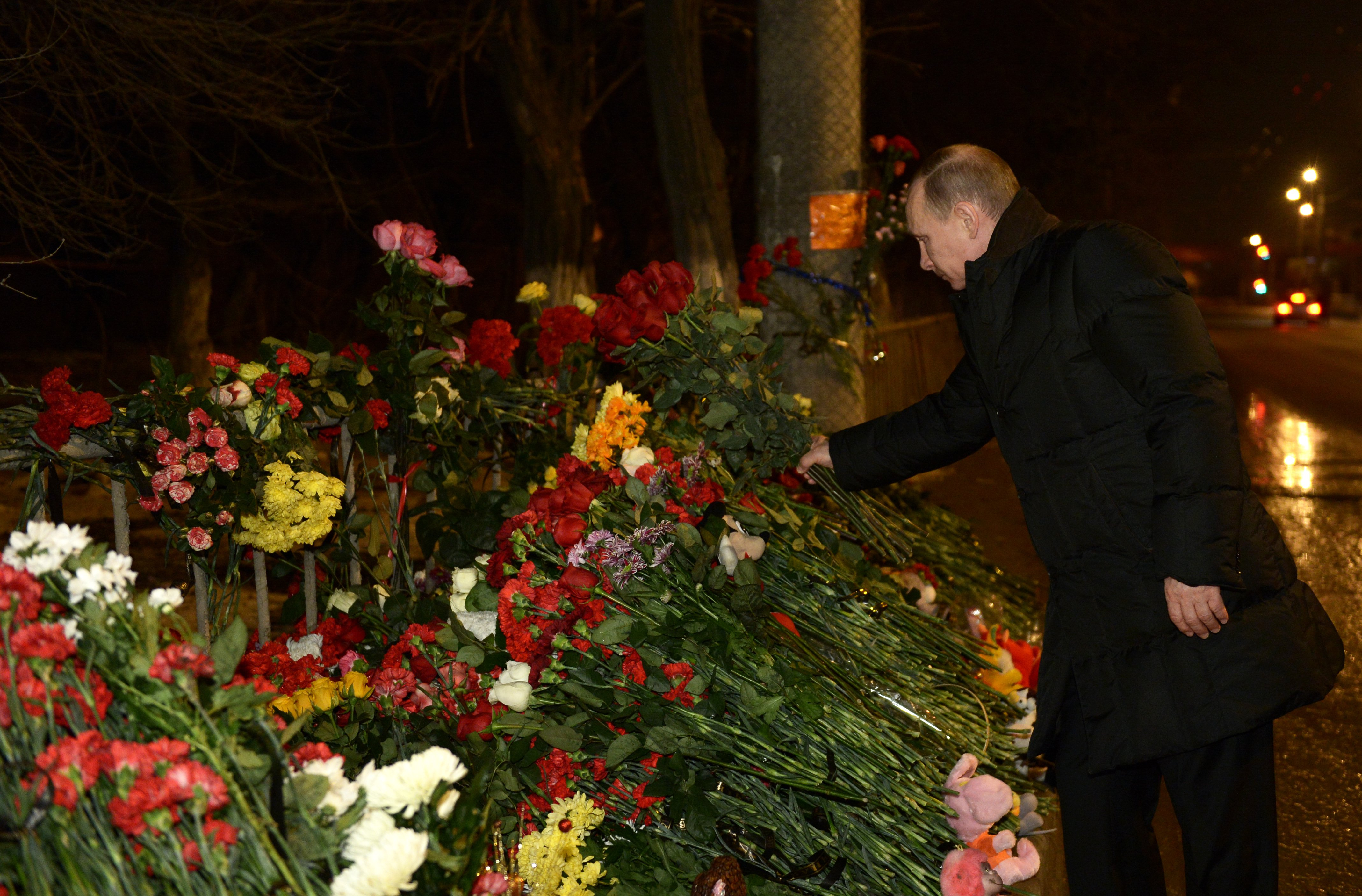
Владимир Путин возлагает цветы на месте взрыва

МЧС предоставило спецборт для срочной медицинской эвакуации пострадавших при терактах из Волгограда в Москву.
Участок дороги, на котором был взорван троллейбус, связывал микрорайон «7 ветров» с центром города. Движение транспорта на этом участке после взрыва было остановлено. Руководство города организовало временный маршрут.
Принято решение выплатить через органы соцзащиты семьям погибших по 1 млн рублей из областного и 1 млн рублей из федерального бюджета, все пострадавшие получат из бюджета от 200 до 400 тыс. руб. Всего из федерального и областного бюджета на компенсации выделено более 100 млн рублей. Кроме того, компания «РЕСО-Гарантия», в которой была застрахована ответственность перевозчика и Национальный союз страховщиков ответственности объявили, что выплаты пострадавшим будут произведены по установленным в законе нормативам несмотря на то, что риск теракта законом об обязательном страховании ответственности перевозчика не покрывается. По этому закону размер страховой выплаты в случае смерти составляет 2 025 000 рублей, за ущерб здоровью — до 2 000 000 рублей, в зависимости от тяжести полученных травм.
В Волгоградской области объявлен пятидневный траур — с 30-го декабря 2013 года по 3-е января 2014 года (ранее трёхдневный с 1 по 3 января 2014 года).
Национальный антитеррористический комитет 30 декабря предписал принять дополнительные меры по обеспечению общественного порядка, усилению системы досмотра на транспорте и в местах проведения общественных мероприятий.
В Новогоднем обращении к россиянам, записанном 31 декабря в Хабаровске, президент РФ Владимир Путин затронул тему террористических актов в Волгограде и заявил, что «мы уверенно, жёстко и последовательно продолжим борьбу с террористами до полного их уничтожения».
Рано утром 1 января 2014 года Путин прибыл в Волгоград и провёл совещание в областной администрации по вопросам борьбы с терроризмом, встретился с семьями пострадавших в больнице и возложил цветы к месту взрыва.
2 апреля 2014 года губернатор Волгоградской области Сергей Боженов ушёл в отставку по собственному желанию.
По итогам расследования властями был принят антитеррористический пакет законов. В него вошли законы, приравнивающие популярные блоги к средствам массовой информации, расширяющие полномочия ФСБ в сфере борьбы с терроризмом, об ужесточении проведения интернет-платежей и ответственности за организацию массовых беспорядков.

## Реакция общества
Вскоре после взрыва среди населения города начали распространяться слухи о новых взрывах. Представители МВД и администрации города опровергли эти слухи. На их фоне жители города стали отказываться от поездок в общественном транспорте, многие добирались на работу и по делам пешком.
Лидер «Справедливой России» Сергей Миронов считает, что губернатор Волгоградской области Сергей Боженов должен уйти в отставку после череды терактов: «Губернатора необходимо немедленно отправить в отставку». За день до этого Виктор Казанцев, бывший полномочный представитель президента РФ в ЮФО заявил: «Наряду с соболезнованиями раненым, родным и близким пострадавших и погибших, меня лично переполняет удивление и гнев. Взрыв в Волгограде должен повлечь за собой отставки. Кадры в вопросах безопасности, решают если не всё, то многое. Уже после октябрьских взрывов в волгоградском автобусе встал вопрос о служебном соответствии губернатора области Боженова».
|                                                                  |                                            |                                                                                   |
| Две раненные в терактах девочки отправлены в московскую клинику. | Общественные патрули на улицах Волгограда. | Казаки и дружинники выходят на охрану порядка в Волгограде 1-го января 2014 года. |

Целый ряд торговых центров города прекратил свою работу, чтобы избежать осуществления терактов на их территории. Выражали недовольство бездействием областных властей и жители города. Некоторые из них планировали провести 30 декабря народный сход на Аллее Героев. Народный сход, состоявший преимущественно из националистов, был разогнан сотрудниками ОМОНа, около 25 человек, ставивших свечи в память о жертвах терактов, были задержаны. В этот же день в Волгоград были введены внутренние войска.
В Москве 30 декабря 2013 года состоялась акция памяти жертв террористических актов. Люди принесли цветы и свечи к зданию Представительства Волгоградской области в знак солидарности с пострадавшими, их родными и близкими.
31 декабря 2013 года украинский Евромайдан почтил память погибших в волгоградских терактах. Люди на Евромайдане в Киеве зажгли около двух сотен свечей в память о жертвах террористических актов в Волгограде.

## Ответственность за теракт
19 января 2014 года на сайте «Кавказ-центр» появилось сообщение с видеообращением смертников террористической группы «Ансар аль-Сунна», взявших на себя ответственность за совершение теракта. По данным Associated Press за терактами стоит «Вилайят Дагестан», базирующийся на Северном Кавказе. Эксперты заявили в СМИ, что будет некорректно связывать деятельность этой группы с одноимённой иракской группировкой Джамаат Ансар аль-Сунна.